# Danbury (Észak-Karolina)
Danbury település az Amerikai Egyesült Államok Észak-Karolina államában, Stokes megyében, melynek megyeszékhelye is. Lakosainak száma 189 fő (2010. április 1.). A városban található a megyei kormányzati központ, az iskolatanács, a megyei börtön, a közkönyvtár, a posta és más fontos közszolgáltatások.

## Népesség
A település népességének változása történelmi viszonylatban: